# Centropus monachus
Il cucal testablu o cuculo fagiano testablu (Centropus monachus Rüppell, 1837) è un uccello della famiglia Cuculidae.

## Distribuzione e habitat
Questo uccello vive nell'Africa centrale, più precisamente in Ciad, Costa d'Avorio, Ghana, Guinea, Guinea-Bissau, Benin, Togo, Kenya, Liberia, Nigeria, Burundi, Ruanda, Uganda, Sudan, Tanzania, Camerun, Eritrea, Etiopia, Repubblica Democratica del Congo, Repubblica Centrafricana, Gabon, Repubblica del Congo, Guinea Equatoriale e Angola. È di passo in Mali.

## Tassonomia
Centropus monachus ha tre sottospecie:
- Centropus monachus occidentalis
- Centropus monachus fischeri
- Centropus monachus monachus